# Łukasz Trałka
Łukasz Trałka (ur. 11 maja 1984 w Rzeszowie) – polski piłkarz występujący na pozycji defensywnego pomocnika, reprezentant Polski.

## Kariera piłkarska
Łukasz Trałka jest wychowankiem klubu UKS Ropczyce, skąd (via Błękitni Ropczyce), przeszedł do Igloopolu Dębica. Stamtąd, w sezonie 2002/2003 trafił do II-ligowej Piotrcovii Piotrków. Po przeniesieniu drużyny do Szczecina nie zmieścił się w pierwszej kadrze Pogoni i występował w rezerwach. W rundzie wiosennej był już jednak jednym z tych piłkarzy, którzy wypracowali awans do ekstraklasy. Wtedy już grał w młodzieżowych reprezentacjach Polski. W I lidze debiut zaliczył 1 sierpnia 2004 w meczu z Legią Warszawa w Szczecinie (1:2). Pierwszą bramkę strzelił Zagłębiu Lubin, 6 listopada 2004. Gol ten uratował remis drużynie Portowców. Na rundę wiosenną sezonu 2005/2006 zawodnik był wypożyczony do łódzkiego Widzewa po czym wrócił do Szczecina.
Rundę wiosenną sezonu 2006/2007 zawodnik początkowo miał spędzić na wypożyczeniu w II-ligowym Zawiszy Bydgoszcz (2), jednak wskutek rozwiązania drużyny ostatecznie został wypożyczony do KSZO Ostrowiec. 5 lipca 2007 Pogoń Szczecin rozwiązała za porozumieniem stron umowę z Trałką. Następnie rozegrał 8 meczów w ŁKS-ie Łódź, by od wiosny 2008 występować w Lechii Gdańsk. 14 lutego 2009 roku definitywnie związał się z Polonią Warszawa. Suma transferu wyniosła 300 tys.zł.
25 maja 2012 roku podpisał trzyletni kontrakt z Lechem Poznań. Kosztował 100 tysięcy euro. Dwukrotnie z Lechem zajmował drugie miejsce w ligowej tabeli (lata 2013 i 2014). W sezonie 2014/2015 doszedł z Lechem do finału Pucharu Polski, gdzie przegrał ze swoją drużyną 1:2 z Legią Warszawa, kilka tygodni później świętował swoje pierwsze trofeum w karierze - Mistrzostwo Polski. W barwach Lecha rozegrał łącznie 274 spotkania, w których zdobył 17 bramek. W 2019 przeniósł się do pierwszoligowej Warty Poznań, z którą następnie awansował do Ekstraklasy.
W sobotę 14 maja 2022 w derbach Wielkopolski meczem z Lechem Poznań zakończył karierę piłkarską. 
W 2024 roku w Poznaniu zdobył z KKS Lech Poznań pierwsze mistrzostwo Polski szóstek PZPN. 

## Kariera medialna
Od 2022 jest komentatorem i ekspertem podczas meczów piłkarskiej Ligi Europy i Ligi Konferencji Europy w Viaplay Polska.

## Statystyki klubowe

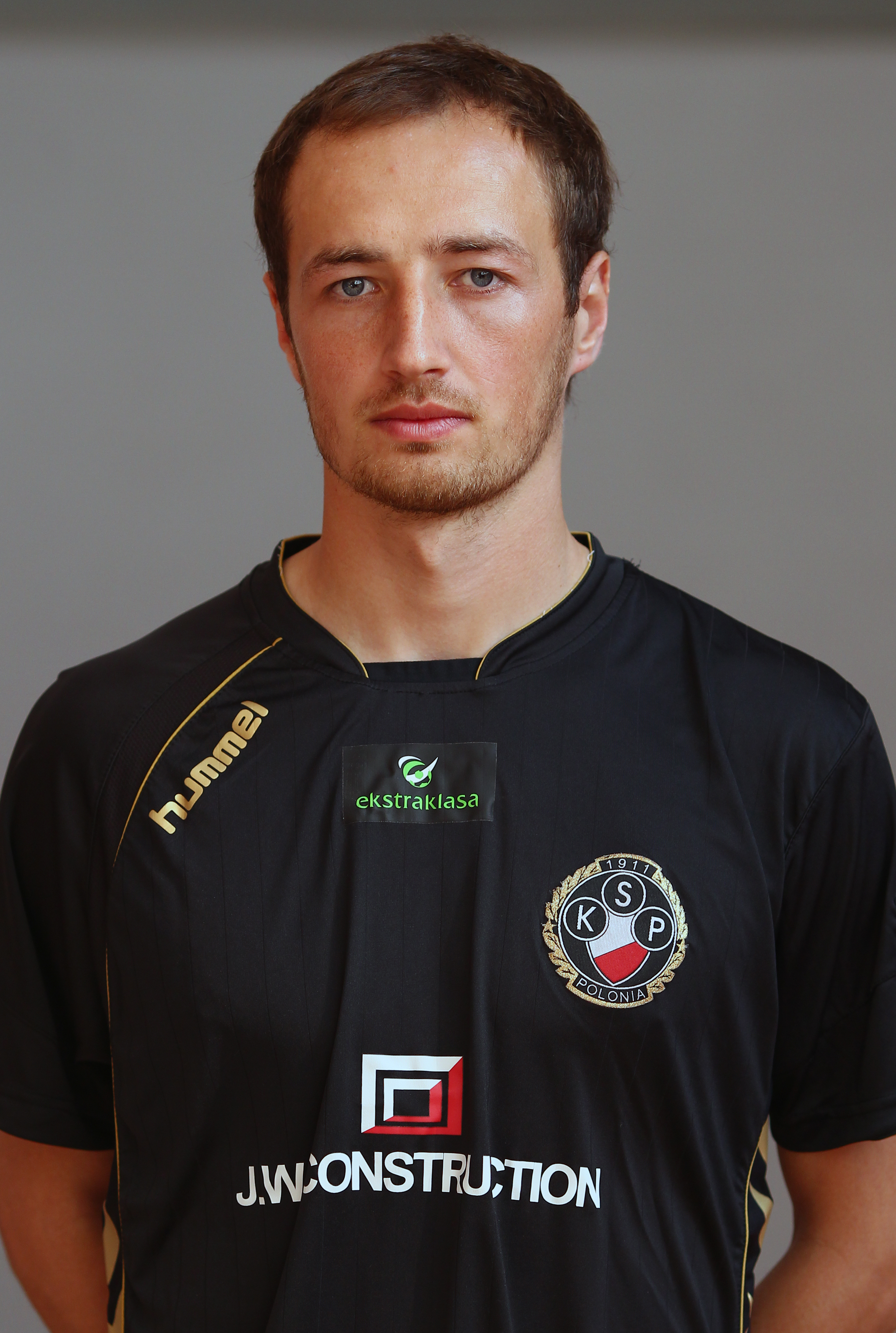
Łukasz Trałka w roku 2011

Aktualne na 31 sierpnia 2019:
| Klub                            | Sezon              | Liga               | Liga  | Liga   | Puchar kraju | Puchar kraju | Europa | Europa | Inne  | Inne   | Suma  | Suma   |
| Klub                            | Sezon              | Liga               | Mecze | Bramki | Mecze        | Bramki       | Mecze  | Bramki | Mecze | Bramki | Mecze | Bramki |
| ------------------------------- | ------------------ | ------------------ | ----- | ------ | ------------ | ------------ | ------ | ------ | ----- | ------ | ----- | ------ |
| Piotrcovia Piotrków Trybunalski | 2002/2003          | II liga            | 10    | 0      | 0            | 0            | –      | –      | –     | –      | 10    | 0      |
| Piotrcovia Piotrków Trybunalski | Ogólnie            | Ogólnie            | 10    | 0      | 0            | 0            | 0      | 0      | 0     | 0      | 10    | 0      |
| Pogoń Szczecin                  | 2003/2004          | II liga            | 15    | 0      | 0            | 0            | –      | –      | –     | –      | 15    | 0      |
| Pogoń Szczecin                  | 2004/2005          | Ekstraklasa        | 13    | 2      | 9            | 0            | –      | –      | –     | –      | 22    | 2      |
| Pogoń Szczecin                  | 2005/2006 j        | Ekstraklasa        | 13    | 1      | 2            | 0            | 4      | 0      | –     | –      | 19    | 1      |
| Pogoń Szczecin                  | 2006/2007 j        | Ekstraklasa        | 12    | 0      | 2            | 0            | –      | –      | 3     | 0      | 17    | 0      |
| Pogoń Szczecin                  | Ogólnie            | Ogólnie            | 53    | 3      | 13           | 0            | 4      | 0      | 3     | 0      | 73    | 3      |
| Widzew Łódź                     | 2005/2006 w        | II liga            | 8     | 0      | 0            | 0            | –      | –      | –     | –      | 8     | 0      |
| Widzew Łódź                     | Ogólnie            | Ogólnie            | 8     | 0      | 0            | 0            | 0      | 0      | 0     | 0      | 8     | 0      |
| KSZO Ostrowiec Świętokrzyski    | 2006/2007 w        | II liga            | 13    | 0      | 0            | 0            | –      | –      | –     | –      | 13    | 0      |
| KSZO Ostrowiec Świętokrzyski    | Ogólnie            | Ogólnie            | 13    | 0      | 0            | 0            | 0      | 0      | 0     | 0      | 13    | 0      |
| ŁKS Łódź                        | 2007/2008 j        | Ekstraklasa        | 8     | 0      | 2            | 0            | –      | –      | 2     | 1      | 12    | 1      |
| ŁKS Łódź                        | Ogólnie            | Ogólnie            | 8     | 0      | 2            | 0            | 0      | 0      | 2     | 1      | 12    | 1      |
| Lechia Gdańsk                   | 2007/2008 w        | II liga            | 14    | 1      | 2            | 0            | –      | –      | –     | –      | 16    | 1      |
| Lechia Gdańsk                   | 2008/2009 j        | Ekstraklasa        | 16    | 2      | 1            | 0            | –      | –      | 2     | 0      | 19    | 2      |
| Lechia Gdańsk                   | Ogólnie            | Ogólnie            | 30    | 3      | 3            | 0            | 0      | 0      | 2     | 0      | 35    | 3      |
| Polonia Warszawa                | 2008/2009 w        | Ekstraklasa        | 13    | 2      | 4            | 0            | –      | –      | –     | –      | 17    | 2      |
| Polonia Warszawa                | 2009/2010          | Ekstraklasa        | 28    | 1      | 1            | 0            | 3      | 0      | –     | –      | 32    | 1      |
| Polonia Warszawa                | 2010/2011          | Ekstraklasa        | 26    | 3      | 3            | 0            | –      | –      | –     | –      | 29    | 3      |
| Polonia Warszawa                | 2011/2012          | Ekstraklasa        | 25    | 1      | 2            | 0            | –      | –      | –     | –      | 27    | 1      |
| Polonia Warszawa                | Ogólnie            | Ogólnie            | 92    | 7      | 10           | 0            | 3      | 0      | 0     | 0      | 105   | 7      |
| Lech Poznań                     | 2012/2013          | Ekstraklasa        | 28    | 1      | 1            | 1            | 4      | 0      | –     | –      | 33    | 2      |
| Lech Poznań                     | 2013/2014          | Ekstraklasa        | 32    | 1      | 2            | 0            | 4      | 0      | –     | –      | 38    | 1      |
| Lech Poznań                     | 2014/2015          | Ekstraklasa        | 32    | 0      | 5            | 0            | 4      | 0      | –     | –      | 41    | 0      |
| Lech Poznań                     | 2015/2016          | Ekstraklasa        | 30    | 1      | 6            | 0            | 12     | 1      | 1     | 0      | 49    | 2      |
| Lech Poznań                     | 2016/2017          | Ekstraklasa        | 34    | 2      | 6            | 1            | –      | –      | 1     | 0      | 41    | 3      |
| Lech Poznań                     | 2017/2018          | Ekstraklasa        | 34    | 6      | 0            | 0            | 5      | 1      | –     | –      | 39    | 7      |
| Lech Poznań                     | 2018/2019          | Ekstraklasa        | 27    | 1      | 2            | 0            | 4      | 1      | –     | –      | 33    | 2      |
| Lech Poznań                     | Ogólnie            | Ogólnie            | 217   | 12     | 22           | 2            | 33     | 3      | 2     | 0      | 274   | 17     |
| Warta Poznań                    | 2019/2020          | I liga             | 30    | 1      | 0            | 0            | –      | –      | –     | –      | 30    | 1      |
| Warta Poznań                    | 2020/2021          | Ekstraklasa        | 29    | 3      | 2            | 1            | –      | –      | –     | –      | 31    | 4      |
| Warta Poznań                    | 2021/2022          | Ekstraklasa        | 31    | 1      | 1            | 0            | –      | –      | –     | –      | 32    | 1      |
| Warta Poznań                    | Ogólnie            | Ogólnie            | 90    | 5      | 3            | 1            | 0      | 0      | 0     | 0      | 93    | 6      |
| Ogólnie w karierze              | Ogólnie w karierze | Ogólnie w karierze | 521   | 30     | 53           | 3            | 40     | 3      | 9     | 1      | 623   | 37     |

## Mecze w reprezentacji
| Występy w reprezentacji Polski | Występy w reprezentacji Polski | Występy w reprezentacji Polski         | Występy w reprezentacji Polski | Występy w reprezentacji Polski | Występy w reprezentacji Polski | Występy w reprezentacji Polski | Występy w reprezentacji Polski |
| l.p.                           | Data                           | Miejsce                                | Przeciwnik                     | Wynik                          | Rozgrywki                      | Grał                           | Uwagi                          |
| ------------------------------ | ------------------------------ | -------------------------------------- | ------------------------------ | ------------------------------ | ------------------------------ | ------------------------------ | ------------------------------ |
| 1.                             | 14 grudnia 2008                | Antalya, Turcja                        | Serbia                         | 1:0                            | towarzyski                     | 90'                            |                                |
| 2.                             | 7 lutego 2009                  | Faro, Portugalia                       | Litwa                          | 1:1                            | towarzyski                     | do 46'                         |                                |
| 3.                             | 11 lutego 2009                 | Vila Real de Santo António, Portugalia | Walia                          | 1:0                            | towarzyski                     | od 75'                         |                                |
| 4.                             | 6 czerwca 2009                 | Johannesburg, Południowa Afryka        | Południowa Afryka              | 0:1                            | towarzyski                     | od 60'                         |                                |
| 5.                             | 9 czerwca 2009                 | Kapsztad, Południowa Afryka            | Irak                           | 1:1                            | towarzyski                     | do 46'                         |                                |
| 6.                             | 16 grudnia 2011                | Antalya, Turcja                        | Bośnia i Hercegowina           | 1:0                            | towarzyski                     | do 87'                         |                                |
| 7.                             | 14 listopada 2012              | Gdańsk, Polska                         | Urugwaj                        | 1:3                            | towarzyski                     | od 72'                         |                                |

## Sukcesy

### Lech Poznań
- Mistrzostwo Polski: 2014/2015
- Superpuchar Polski: 2015, 2016
- Mistrzostwa Polski szóstek PZPN 2024